# Berthold Carl Seemann
Berthold Carl Seemann (Hannover, 1825. február 28. – Javali (Nicaragua), 1871. október 10.) német botanikus és utazó. Botanikai szakmunkákban nevének rövidítése: „Seem.”.

## Élete
A természettudományokat tanulmányozta és 1846-tól 1851-ig a Herald expedíciójában vett részt és beutazta Közép-Amerikát, Perut, Ecuadort és Mexikót. 1860-ban járt a Fidzsi-szigeteken és megbízói számára a javali arany- és ezüstbányákat vette meg. Kiadta Hamburgban a Bonplandia és 1864-től Londonban a Journal of British and foreign botany című folyóiratot.

## Nevezetesebb munkái
- Narrative of the voyage of Herald (London, 1852)
- The history of the isthmus of Panama (2. kiad. Panama, 1867)